# Carlo Venegoni
Carlo Venegoni (Legnano, 7 maggio 1902 – Milano, 21 febbraio 1983) è stato un politico e antifascista italiano.

## Biografia
Secondo di sei fratelli (Maria, Mauro, Gina, Pierino e Guido), è una delle figure di spicco dell'antifascismo milanese e lombardo.
A 12 anni entrò come operaio al Cotonificio Cantoni e quindi, dai 15 anni, alla Franco Tosi di Legnano, dalla quale fu licenziato per rappresaglia nel 1920 dopo l'occupazione delle fabbriche.
Iscritto fin dall'adolescenza al Partito Socialista locale, nel 1921 passò con il fratello Mauro al neonato Partito comunista.
Impegnato nella lotta sindacale e in azioni contro il regime fascista, nel 1924 è insieme a Amadeo Bordiga e agli altri massimi dirigenti del suo partito a Mosca. Qui incontra la classe politica sovietica divisa, scomposta dopo la morte di Lenin: durante i lavori della Quarta Internazionale, ascolta i discorsi di Trotsky (da cui rimane favorevolmente impressionato) ma anche di Stalin, poi a Mosca che aderisce alla corrente di sinistra del Partito Comunista.
Tornato in Italia, nel 1926 viene eletto nel comitato centrale del PCI con la responsabilità del lavoro sindacale. Partecipa alle attività clandestine del partito e della CGIL agendo a Genova e a Torino. Proprio qui, nel 1927, viene arrestato. Condannato dal Tribunale Speciale fascista a 10 anni di reclusione, fu tenuto prigioniero sino al 1933 subendo molti trasferimenti (Volterra, Alessandria, Porto Ferraio). Liberato, pur sottoposto al regime della libertà vigilata riprenderà l'attività clandestina.
Allo scoppio della seconda guerra mondiale (giugno 1940), viene nuovamente incarcerato e rinchiuso nel campo di concentramento fascista di Colfiorito. Ricoverato come detenuto nel sanatorio di Legnano a causa della tubercolosi contratta in carcere, sarà rilasciato solo nel 1943.
Rimessosi nuovamente all'opera, è tra gli organizzatori con il fratello Mauro della Resistenza nell'Alto Legnanese. Nell'agosto del 1944 viene arrestato nuovamente e avviato alla deportazione. Internato prima nel carcere di San Vittore a Milano, viene inviato nel lager di Bolzano, in attesa di essere trasferito in Germania. Nel momento di estremo pericolo, durante il viaggio in autobus da Milano a Bolzano, incontra la futura moglie, Ada Buffulini, anche lei deportata. Pochi giorni prima di essere messo sul treno per Mauthausen, ma riesce a evadere.
La fine della guerra lo trova ancora in azione, come coordinatore dell'insurrezione del 25 aprile 1945 a Genova.
Dopo la guerra, sarà segretario della Camera del Lavoro di Genova nel 1945, e di Milano nel 1955, deputato alla Camera dal 1948 al 1963 per il PCI, consigliere comunale a Legnano, poi a Milano, e dirigente dell'ANPPIA e dell'ANPI.
Muore a 80 anni, nel febbraio 1983.